# Andreas Latzko
Andreas Latzko (în maghiară Latzkó Andor; n. 1 septembrie 1876, Budapesta, Austro-Ungaria – d. 11 septembrie 1943, Amsterdam, Reichskomisariatul Niederlande) a fost un romancier, biograf și pacifist austro-ungar de origine evreiască.

## Biografie

### Primii ani
Andreas Latzko a urmat școala primară și liceul în Budapesta. După liceu a slujit pentru un an în armata austro-ungară ca voluntar și a devenit ofițer în rezervă al Ersatzheer. A mers apoi la Berlin, unde a studiat mai întâi chimia și apoi filosofia la Universitatea din Berlin.

### Începuturile carierei
Latzko a scris primele sale opere literare în limba maghiară. Prima sa operă literară în limba germană, o piesă într-un singur act, a fost publicată la Berlin. De asemenea, el a lucrat ca jurnalist, călătorind în Egipt, India, Ceylon și Java.

### Primul Război Mondial și urmările sale
În august 1914, la începutul Primului Război Mondial, el s-a întors în Egipt și a servit ca ofițer în Armata Regală și Imperială a Austro-Ungariei. Odată cu începerea războiului între Italia și Austro-Ungaria, a fost trimis pe frontul de pe râul Isonzo. S-a îmbolnăvit acolo de malarie, dar nu a fost trimis departe de front, până când a suferit un șoc sever în urma unui atac de artilerie italian în apropiere de Gorizia.
După opt luni în spital, a mers la sfârșitul anului 1916 în stațiunea elvețiană Davos pentru a beneficia acolo de alte servicii medicale de recuperare și reabilitare. În timp ce se afla acolo a scris șase capitole ale cărții sale Menschen im Krieg, care se refera la luptele purtate pe frontul de pe râul Isonzo. În 1917 cartea a fost publicată anonim la Zürich de către Rascher-Verlag. Karl Kraus a scris în revista Die Fackel următoarele cuvinte: „Această carte este un strigăt și un document relevant despre Marele Război și despre umanitate. Unii oameni știu că nu este atât de departe ziua când demnitarii din Austria vor fi mândri că au fost implicați în război de această carte.” Cartea a avut un mare succes și a fost tradusă în 19 limbi. Cu toate acestea, fiecare țară implicată în război a interzis distribuirea ei, iar comandanții supremi ai trupelor austro-ungare l-au degradat pe Latzko.
În 1918 cartea a fost tipărită într-o ediție cu un tiraj de 33.000 de exemplare. Ea a fost foarte apreciată, iar un critic a descris tema romanului ca fiind „deziluzia și o simpatie aproape morbidă față de suferința fizică și mintală” pe „un ton predominant nihilist”. New York Times a spus că ea era „un atac amar la adresa produselor ideii militare teutonice”.
În timp ce se afla în Elveția, Latzko i-a întâlnit pe Romain Rolland și Stefan Zweig.
Latzko a scris și a publicat două romane în 1918: Friedensgericht, despre viețile soldaților germani de pe Frontul de Vest, și Der wilde Mann. În același an, el a scris textul Frauen im Krieg pentru Conferința Internațională a Femeilor de la Berna.

### Viața în Germania
Odată cu sfârșitul războiului, în 1918, Latzko s-a mutat la München și a fost susținător al Republicii Bavareze conduse de Gustav Landauer. El a fost expulzat din Bavaria și s-a mutat la Salzburg, unde l-a întâlnit pe Georg Friedrich Nicolai în timpul vizitei acestuia la Stefan Zweig. Nicolai publicase o carte în 1917, Biologia războiului, pe care Latzko o admira. În Salzburg, Latzko a lucrat ca jurnalist și a scris articole pentru mai multe ziare.

### Sfârșitul carierei și moartea
În 1929  a fost publicat romanul său Sieben Tage. Autorul s-a mutat la Amsterdam în 1931. În 1933 regimul lui Hitler a dispus arderea cărților sale. El a trăit în cartierul Merwedeplein din Amsterdam. A murit în 1943. El este îngropat în Zorgvlied, în același mormânt cu soția lui, care a murit în 1965.

## Opere literare
- Hans im Glück, piesă (comedie). Data publicării necunoscută.
- Der Roman der Herrn Cordé, roman. Data publicării necunoscută.
- Apostel, piesă (comedie). Data publicării necunoscută.
- Menschen im Krieg (1918, tradusă în engleză ca Men in War),[10] roman. Rascher-Verlag, Zürich 1917.
- Friedensgericht (1918, tradusă în engleză ca The Judgement of Peace), roman. Rascher-Verlag, Zürich 1918.
- Der wilde Mann (The Wild Man), roman. Rascher-Verlag Zürich 1918.
- Frauen im Krieg (Women in War), eseu. Rascher-verlag Zürich 1918.
- Sieben Tage (Seven Days), roman. 1931.
- Marcia Reale. Malik-Verlag, Berlin 1932.
- Lafayette (1935), traducere engleză Lafayette: A Soldier of Liberty, Methuen, London, 1936.